# 溫弗里德·克雷奇曼
溫弗里德·克雷奇曼（1948年5月17日—）為德国绿党的政治人物，自2011年5月12日起任巴登-符腾堡州州长，是為德國第一位綠黨籍的邦長。他於2012年－2013年兼任德国聯邦參議院議長。